# Garfield Kart
Garfield Kart è un videogioco simulatore di guida del 2013 sviluppato da Artefacts Studio e pubblicato da Microïds. Il videogioco è basato su The Garfield Show, cartone animato a sua volta basato sulla striscia a fumetti americana Garfield. Il gioco fu pubblicato per Microsoft Windows, macOS, Nintendo 3DS, iOS e Android. Le versioni per iOS e Android non sono più disponibili.

## Modalità di gioco
Garfield Kart è un videogioco di corse di kart simile a quelli della serie di Mario Kart. Il giocatore può gareggiare su diverse piste, raccogliere oggetti e power-up che interferiscono con gli altri piloti. I giocatori possono anche modificare i propri veicoli e giocare online, anche se la funzione è per ora disponibile solo per Windows ed è in fase beta. Ci sono delle sfide giornaliere che il giocatore può completare, che premieranno il giocatore con nuove opzioni per la modifica del proprio veicolo.

## Personaggi
Il giocatore può scegliere tra otto personaggi da utilizzare, ma inizialmente sono disponibili solo Garfield e Jon, mentre gli altri sono da sbloccare. 
I personaggi disponibili sono:
- Garfield
- Jon
- Odie
- Liz
- Nermal
- Squeak
- Harry
- Arlene

## Trofei e circuiti
Inizialmente, ci sono tre coppe tra cui scegliere: Lasagna Cup, Pizza Cup e Hamburger Cup. C'è anche la Ice Cream Cup, che viene sbloccata dopo aver completato tutte le altre coppe a difficoltà 150cc. Ogni coppa contiene quattro circuiti, per un totale di sedici. Ci sono tre difficoltà tra cui scegliere: 50cc, 100cc, 150cc.
Mentre la Lasagna Cup è gratis in qualsiasi difficoltà e la Pizza Cup è gratis a 50cc, per gareggiare nelle altre coppe il giocatore deve sbloccarle o può pagare per provarle utilizzando la moneta del gioco.

## Accoglienza
Garfield Kart è stato accolto prevalentemente con giudizi negativi da parte dei critici, a causa del gameplay poco fantasioso, dei bassi costi di produzione, e delle meccaniche di gioco progettate male. Nonostante ciò, il gioco fu accolto da recensioni molto positive da parte degli utenti su Steam e altre piattaforme, probabilmente a causa della condizione di fenomeno di internet del gioco.
Nella sua recensione, Nintendo Life ha assegnato a Garfield Kart un punteggio di 3/10, descrivendolo come un "gioco di kart blando, orribilmente sbilanciato". Hardcore Gamer ha dato al gioco un punteggio di 1.5, criticando il gioco e apostrofandolo come "assolutamente terribile".

## Seguito
Il 30 luglio 2019 è stato annunciato che Garfield Kart avrebbe ricevuto un seguito, intitolato Garfield Kart: Furious Racing. Il gioco fu distribuito il 7 novembre 2019 su Windows e Macintosh (Steam), e il 19 novembre successivo su Nintendo Switch, PlayStation 4 e Xbox One.